# Gare d'Herchies
Pour les articles homonymes, voir Herchies.
La gare d'Herchies est une gare ferroviaire française de la ligne d'Épinay - Villetaneuse au Tréport - Mers, située sur le territoire de la commune d'Herchies dans le département de l'Oise, en région Hauts-de-France.
C'est une halte voyageurs de la Société nationale des chemins de fer français (SNCF) desservie par des trains TER Hauts-de-France.

## Situation ferroviaire
Établie à 78 m d'altitude, la gare d'Herchies est située au point kilométrique (PK) 88,410 de la ligne d'Épinay - Villetaneuse au Tréport - Mers, entre les gares ouvertes de Beauvais et de Milly-sur-Thérain. 

## Histoire
Le bâtiment de la gare est racheté par la municipalité le 19 octobre 2009. Le conseil municipal confirme son accord le 2 décembre 2010.

## Fréquentation
De 2015 à 2022, selon les estimations de la SNCF, la fréquentation annuelle de la gare s'élève aux nombres indiqués dans le tableau ci-dessous.
| Année     | 2015  | 2016  | 2017  | 2018  | 2019  | 2020  | 2021  | 2022  |
| --------- | ----- | ----- | ----- | ----- | ----- | ----- | ----- | ----- |
| Voyageurs | 5 587 | 6 313 | 7 492 | 5 298 | 2 949 | 2 344 | 4 076 | 6 915 |

## Service des voyageurs

### Accueil
Halte SNCF, c'est un point d'arrêt non géré (PANG) à accès libre. 

### Desserte
Herchies est desservie par des trains TER Hauts-de-France qui effectuent des missions entre les gares de Beauvais, ou d'Abancourt, et du Tréport - Mers.

### Intermodalité
Le stationnement de véhicules est possible à proximité. La gare est desservie par la ligne à vocation scolaire 514 et le service de transport à la demande Corolis à la demande - Zone Centre (ligne 509) du réseau Corolis.